# Грейвшем
Грейвшем (англ. Gravesham) — неметрополитенский район (англ. non-metropolitan district) со статусом боро в графстве Кент (Англия). Административный центр — город Грейвзенд.

## География
Район расположен в северо-западной части графства Кент вдоль правого берега реки Темза, граничит с графством Эссекс.

## История
Район был образован 1 апреля 1974 года в результате объединения боро Грейвзенд, городского района (англ. urban district) Нортфлит и части сельского района (англ. rural District) Струд.

## Состав
В состав района входят два города:
- Грейвзенд
- Нортфлит

и шесть общин (англ. civil parish):
- Кобем
- Хайэм
- Ладсдаун
- Мепем
- Шорн
- Вайго